# Miguel Ángel Ferrer
Miguel Ángel Ferrer Martínez conosciuto come Mista (Caravaca de la Cruz, 12 novembre 1978) è un allenatore di calcio ed ex calciatore spagnolo, di ruolo attaccante.
È soprannominato El Murcielago (in lingua italiana il pipistrello).

## Carriera
Tenuto in grande considerazione da Rafael Benítez, il quale lo ha allenato sia al Castilla (la squadra delle riserve del Real Madrid) sia al Tenerife, in quest'ultima squadra è stato protagonista insieme a Curro Torres e Luis García della promozione in Primera División nel 2001.
Successivamente ha firmato per il Valencia (dove è stato nuovamente allenato da Rafa Benítez), con cui ha vinto la Primera División per due volte, la Coppa UEFA e la Supercoppa europea.
Dal 2006 al 2008 ha giocato per l'Atlético Madrid, prima di accasarsi al Deportivo La Coruña. Chiude la sua carriera nel Toronto FC, ritirandosi all'età di 32 anni il 14 agosto 2011.

### Allenatore
Il 3 dicembre 2015 ritorna nell'ambiente valenciano, diventando allenatore delle giovanili della selezione cadete A, sostituendo il suo ex compagno Angulo passato nello staff della prima squadra.
L'11 febbraio 2020 viene annunciato come primo tecnico dell'Atlético Ottawa, nuova squadra canadese di proprietà dell'Atlético Madrid.

### Nazionale
Con la Spagna ha giocato solo due partite. Ha debuttato il 26 marzo 2005 nella partita contro la Cina vinta per 3 a 0.

## Statistiche

### Cronologia presenze e reti in nazionale
| Cronologia completa delle presenze e delle reti in nazionale ― Spagna | Cronologia completa delle presenze e delle reti in nazionale ― Spagna | Cronologia completa delle presenze e delle reti in nazionale ― Spagna | Cronologia completa delle presenze e delle reti in nazionale ― Spagna | Cronologia completa delle presenze e delle reti in nazionale ― Spagna | Cronologia completa delle presenze e delle reti in nazionale ― Spagna | Cronologia completa delle presenze e delle reti in nazionale ― Spagna | Cronologia completa delle presenze e delle reti in nazionale ― Spagna |
| Data                                                                  | Città                                                                 | In casa                                                               | Risultato                                                             | Ospiti                                                                | Competizione                                                          | Reti                                                                  | Note                                                                  |
| --------------------------------------------------------------------- | --------------------------------------------------------------------- | --------------------------------------------------------------------- | --------------------------------------------------------------------- | --------------------------------------------------------------------- | --------------------------------------------------------------------- | --------------------------------------------------------------------- | --------------------------------------------------------------------- |
| 26-3-2005                                                             | Salamanca                                                             | Spagna                                                                | 3 – 0                                                                 | Cina                                                                  | Amichevole                                                            | -                                                                     | 46’                                                                   |
| 12-10-2005                                                            | Serravalle                                                            | San Marino                                                            | 0 – 6                                                                 | Spagna                                                                | Qual. Mondiali 2006                                                   | -                                                                     | 72’                                                                   |
| Totale                                                                |                                                                       | Presenze                                                              | 2                                                                     |                                                                       | Reti                                                                  | 0                                                                     |                                                                       |

## Palmarès

### Competizioni nazionali
- Campionato spagnolo: 2

Valencia: 2001-2002, 2003-2004

### Competizioni internazionali
- Coppa UEFA: 1

Valencia: 2003-2004
- Supercoppa UEFA: 1

Valencia: 2004